# Heinrich George
Heinrich George (9 de octubre de 1893 - 25 de septiembre de 1946) fue un actor teatral y cinematográfico de nacionalidad alemana.

## Biografía
Su verdadero nombre era Georg August Friedrich Hermann Schulz y nació en Stettin (Szczecin), Alemania, actualmente parte de Polonia. Hijo de un oficial de marina, Georg Schulz abandonó los estudios en una escuela técnica para hacer cursos de teatro en Stettin. Fue contratado en el verano de 1912 para hacer su primer papel en una opereta de Jean Gilbert, Die keusche Susanne, representada en Kolberg, y adoptando a partir de entonces el nombre artístico de Heinrich George. Durante varias temporadas trabajó en Bydgoszcz y en Neustrelitz, y durante la Primera Guerra Mundial se enroló voluntariamente para ir al frente, resultando gravemente herido en 1915.
Volvió a la escena en la temporada 1917-1918 actuando en el Albert-Theater de Dresde y en el Schauspielhaus de Fráncfort del Meno (1918-1921). A partir de 1921 trabajó en el Deutsches Theater de Berlín y, con el paso de los años, se convirtió en uno de los actores teatrales de mayor renombre de la República de Weimar. Por otro lado, en esa época ingresó en el Partido Comunista de Alemania, y actuó bajo la dirección de artistas de izquierdas como Erwin Piscator y Bertolt Brecht, fundando en 1923 el Schauspielertheater junto a Elisabeth Bergner y Alexander Granach.
Su popularidad aumentó aún más cuando a mediados de los años 1920 actuó en el "Teatro del Pueblo" de Berlín y empezó a trabajar en el cine. En 1933 se casó con la actriz Berta Drews, con la que tuvo dos hijos: Jan George y Götz George, este último un reputado actor.
Con la llegada al poder del Partido Nacionalsocialista Obrero Alemán en 1933, Heinrich George, de filiación comunista, fue progresivamente desplazado de su trabajo teatral, hasta que finalmente colaboró con el nuevo régimen, siendo designado en 1937 un Staatsschauspieler (actor de importancia nacional). Además, ese mismo año fue encargado de la dirección del Teatro Schiller de Berlín. George aceptó trabajar en numerosas producciones cinematográficas de Universum Film AG y en filmes de propaganda Nazi como Hitlerjunge Quex, El judío Süß y Kolberg, así como en muchos noticieros. Tras la llegada a Berlín de las tropas soviéticas en 1945, fue denunciado como colaborador del régimen hitleriano, interrogado por la NKVD y encarcelado en Hohenschönhausen, siendo después transferido al campo 7 del campo de concentración de Sachsenhausen, donde habría fallecido de inanición el 25 de septiembre de 1946, a los 52 años de edad. Fue rehabilitado por Rusia en 1998. Sus restos se encuentran enterrados en el Cementerio Zehlendorf de Berlín.

## Filmografía

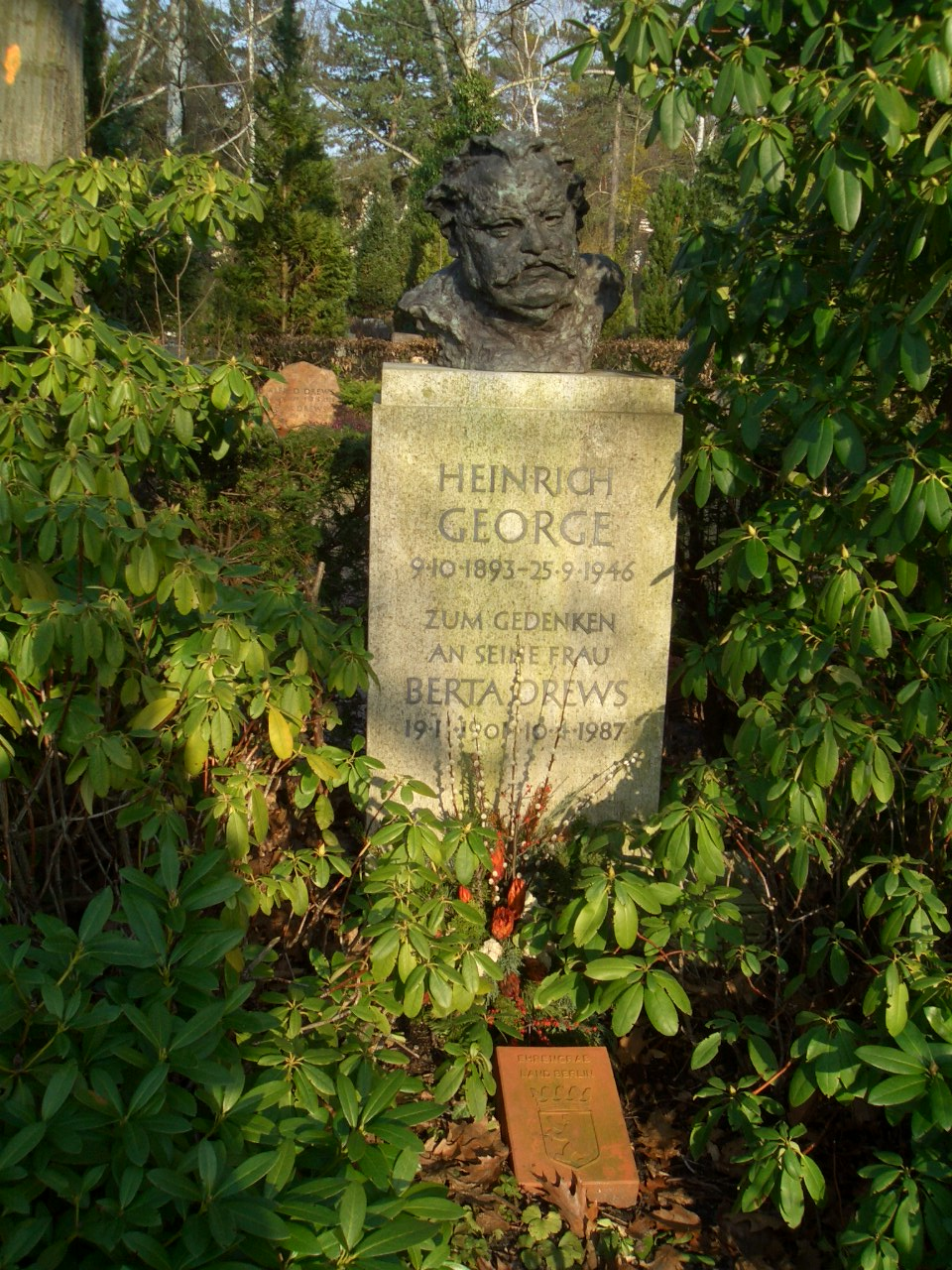
Tumba de Heinrich George en el Cementerio Zehlendorf de Berlín

| - 1921: The Story of Christine von Herre - 1921: Lady Hamilton - 1922: Die Perlen der Lady Harrison - 1922: Lucrezia Borgia - 1922: Das fränkische Lied - 1922: Lola Montez, the King's Dancer - 1922: Die Tänzerin des Königs - 1923: Earth Spirit - 1923: Fridericus Rex, Parte 4 - 1923: Die Sonne von St. Moritz - 1923: Der Mensch am Wege - 1923: Quarantäne - 1924: Steuerlos - 1924: Soll und Haben - 1924: Zwischen Morgen und Morgen - 1925: She - 1925: Mirakel der Liebe - 1926: Metrópolis, de Fritz Lang - 1926: Das Panzergewölbe - 1926: Überflüssige Menschen - 1926: La escuadra hundida, de Manfred Noa - 1927: Das Meer - 1927: Orientexpreß - 1927: Bigamie - 1927: Die Ausgestoßenen - 1928: The Serfs - 1928: Die Dame mit der Maske - 1928: Schmutziges Geld - 1928: Das letzte Souper - 1928: The Last Fort - 1928: Rutschbahn - 1928: Kinder der Straße - 1929: Manolescu - 1929: The Man with the Frog - 1929: The Convict from Istanbul - 1929: Sprengbagger 1010 - 1930: Dreyfus - 1930: The Other, de Robert Wiene - 1930: Menschen im Käfig - 1930: Der Mann, der den Mord beging - 1931: 1914 - 1931: Berlin-Alexanderplatz | - 1931: Menschen hinter Gittern - 1931: Wir schalten um auf Hollywood - 1931: Goethe lebt …! - 1933: Schleppzug M 17 - 1933: Hitlerjunge Quex, de Hans Steinhoff - 1933: Das Meer ruft - 1933: Reifende Jugend - 1934: Hermine und die sieben Aufrechten - 1935: Das Mädchen Johanna - 1935: Nacht der Verwandlung - 1935: Stützen der Gesellschaft, de Douglas Sirk - 1936: Die große und die kleine Welt - 1936: Wenn der Hahn kräht - 1936: Stjenka Rasin - 1937: Ball im Metropol - 1937: Versprich mir nichts! - 1937: Unternehmen Michael - 1937: Ein Volksfeind - 1937: Der Biberpelz - 1938: Frau Sylvelin - 1938: Es leuchten die Sterne - 1938: Heimat, de Carl Froelich - 1939: Das unsterbliche Herz - 1939: Sensationsprozeß Casilla - 1940: Dunia, La novia eterna (Der Postmeister), de Gustav Ucicky - 1940: El judío Süß, de Veit Harlan - 1940: Friedrich Schiller – Der Triumph eines Genies, de Herbert Maisch - 1941: Pedro soll hängen - 1942: Schicksal - 1942: Hochzeit auf Bärenhof - 1942: Wien 1910 - 1942: Der große Schatten - 1942: Andreas Schlüter - 1944: Der Verteidiger hat das Wort - 1944: Die Degenhardts - 1945: Kolberg - 1945: Frau über Bord - 1945: Das Leben geht weiter (inacabada) - 1945: Dr. phil. Döderlein (inacabada) |